# Дьявол и Дэниел Уэбстер
«Дьявол и Дэниел Уэбстер» (англ. Shortcut to Happiness, досл. «Короткий путь к счастью») — экранизация одноимённого рассказа американского писателя Стивена Винсента Бене. Роль Дэниела Уэбстера исполняет Энтони Хопкинс, Алек Болдуин играет Джабеза Стоуна, а Дженнифер Лав Хьюитт — Дьявола. В центре сюжета: сделка писателя с дьяволом, Джабез Стоун продал душу за возможность успеха. Разочарованный в последствиях, писатель опротестовывает сделку в суде. Название фильма — фраза из неизданного романа героя фильма.
Съёмки были завершены в 2001 году, но выход отложили на несколько лет из-за отсутствия средств для последующего производства, вследствие банкротства продюсерской кинокомпании. В 2004 году, 23 апреля, в целях привлечения дистрибьюторов, фильм был показан на кинофестивале в Неаполе, однако выход в прокат состоялся лишь в 2007 году: 13 июля (ограниченный показ) — в США, 17 августа — в Казахстане, 13 сентября — в России, затем и в других странах. Фильм встретили прохладно, в частности, критике подверглись подбор и игра актёров.

## Сюжет
Джабез Стоун — писатель, который не может добиться признания. Безуспешно обивая пороги издательств, Стоун посещает известного издателя Дэниела Уэбстера. На стене у него висит нечто похожее на хвост. Уэбстер, как и прочие, выставляет писателя на улицу. Джабез встречается с коллегами и узнает, что его друг Джулиус недавно подписал контракт на новую книгу. После ресторана писателя грабят на улице и отнимают ноутбук с единственной копией незаконченного романа. Джабез остается без денег. Вернувшись домой Джабез достаёт свою старую пишущую машинку и пытается восстановить рукопись романа, но машинка ломается. В ярости писатель выбрасывает машинку в окно, но, по трагическому совпадению, попадает по голове прохожей, которая умирает. Внизу на улице собирается толпа зевак, слышен звук полицейской сирены. Джабез понимает, что сейчас его арестуют и он проведёт остаток жизни в тюрьме.
В минуту полного отчаянья Стоуна посещает Дьявол в обличии очаровательной женщины и предлагает сделку — душа в обмен на устранение возникших неприятностей и успех в литературном мире. Дьявол предупреждает, что не может наградить писателя талантом, но может обеспечить процветание. Через 10 лет ему придется расстаться с душой. Герой соглашается. Полиция не находит в квартире писателя ничего подозрительного, а умершая прохожая оживает. Стоун и Дьявол занимаются сексом, а наутро в постели Стоун замечает на её теле след от хвоста. На следующий день с ним связывается издатель Констанс Харри, которая соглашается опубликовать роман Стоуна, правда, с некоторыми переделками. Роман становится бестселлером, Стоун получает практически всё, о чём мечтал — популярность, деньги, возможность писать, однако, всё его время занимают интервью, фотосессии и вечеринки, он пишет всё хуже, отдаляется от друзей, среди авторитетных критиков уважением не пользуется. Когда спустя несколько лет друг приходит сообщить Стоуну, что умирает от рака, и хочет попрощаться, Стоун даже не находит времени поговорить. Тогда герой понимает, что сделка не принесла ему счастья, и решает отказаться от неё.
Стоун пытается обсудить ситуацию с Дьяволом, но бесполезно. Впрочем, ему возвращают украденный ноутбук. Стоун считает себя обманутым и решает отозвать договор. Вспомнив о хвосте, он обращается к услугам Дэниела Уэбстера и тот предлагает обжаловать сделку в суде. Уэбстер готов стать его адвокатом. Они приезжают на заброшенную ферму за городом, где происходит судебное заседание. В течение одной ночи необходимо принять решение о справедливости сделки. В жюри присяжных процесса «Стоун против Дьявола»: Хемингуэй, Уайльд, Пьюзо, Капоте и другие литературные легенды. Председательствует в суде — Джулиус. Позиция защиты такова, что Стоуна просто одурачили, поскольку в итоге он не получил то, что хотел. В концовке своей речи, Уэбстер говорит присяжным, что без души писатель ничего не может сказать своим читателям и что нет короткого пути к счастью. Выслушав стороны, жюри принимает решение — отозвать сделку и освобождает Стоуна от обязательств перед Дьяволом. В финальной сцене писатель увлеченно продолжает работу над своим незаконченным и заброшенным романом.

## В ролях
| Актёр                | Роль            |
| -------------------- | --------------- |
| Алек Болдуин         | Джабез Стоун    |
| Дженнифер Лав Хьюитт | Дьявол          |
| Энтони Хопкинс       | Дэниел Уэбстер  |
| Дэн Эйкройд          | Джулиус Дженсен |
| Ким Кэттролл         | Констанс Харри  |
| Джейсон Патрик       | Рэй             |
| Эми Полер            | Молли Гилкрест  |
| Джон Сэвидж          | Джонни          |
| Барри Миллер         | Майк Вейсс      |
| Майк Дойл            | Люк             |

## Сценарий
В октябре 2000 года издание IGN, со ссылкой на The Hollywood Reporter, сообщило о предстоящем режиссерском дебюте Алека Болдуина. В 1941 году на экраны вышла картина «Дьявол и Дэниел Уэбстер» (в американском прокате «Всё, что можно купить за деньги», All That Money Can Buy), созданная по мотивам одноименного рассказа Стивена Винсента Бене. В 1971 году Арчибалд Маклиш написал по мотивам рассказа пьесу «Скратч» (1971). Тема разрыва сделки с дьяволом и вызовом в суд оказалась весьма популярной. По её мотивам ставили спектакль, оперу, мюзикл, радиопостановку. В 1979 году на телеэкраны вышел мультфильм производства Канады «The Devil and Daniel Mouse».
Планы на экранизацию пьесы Маклиша актер вынашивал еще с 1992 года. В рассказе и пьесе события происходили в 1840-х. Главным героем был фермер, после голодного года заложивший душу дьяволу за процветание и урожай. В современном сценарии сделку с сатаной заключил нью-йоркский писатель. В оригинальном рассказе Дэниел Уэбстер защищавший главного героя, также как и его прообраз, был адвокатом. В новой постановке — издателем. Дьявол из немолодого джентльмена, превратился в сексуальную женщину. В целом, от оригинальной постановки в сюжете нового фильма осталась, в сущности, только концовка с судебным процессом в сарае на заброшенной ферме. Договор на производство с бюджетом $26,5 млн был подписан с небольшими продакшн компаниями Cutting Edge Entertainment и El Dorado Pictures. К созданию сценария привлекли маститых специалистов: лауреата Оскара Билла Кондона и автора бестселлера «Paris Trout» Питера Декстера.

## Подбор актёров
В октябре 2000 года актёрский ансамбль был в основном сформирован. К работе над фильмом удалось привлечь звёзд первой величины: Дженифер Лав Хьюитт, Энтони Хопкинса, Дэна Эйкройда и самого Болдуина в главной роли. На роли второго плана также подписали известных актёров: Эми Полер, Ким Кэттролл, Джейсона Патрика. Для Болдуина это был достаточно сложный момент в карьере. Он недавно пережил тяжёлый развод с Ким Бейсингер. Известность как актёра несколько померкла. Считалось, что его имя само по себе не может привлечь зрителей. В 2001 году на экраны вышел успешный «Перл-Харбор», в котором Алек исполнил роль второго плана, замеченную критиками, и был преисполнен энтузиазма. С Энтони Хопкинсом Болдуин был достаточно близко знаком после совместной работы в коммерчески успешной драме «На грани». Согласие Хопкинса, которого Болдуин называл своим любимым исполнителем, стало важным моментом для продолжения работы над картиной. Энтони приступил к съемкам немедленно после окончания работы над «Сердцами в Атлантиде».
Для 21-летней Хьюитт картина должна была стать пропуском во взрослую карьеру. От ролей в молодежных фильмах ужасов и мелодрамах она переходила к сложному персонажу земного воплощения дьявола. Издание IGN сообщило, что мисс Хьюитт согласилась играть за условный гонорар в 10 долларов.

Она сексуальный дьявол, умный дьявол, злой дьявол, то есть всё что вы ожидаете от него, но с более привлекательной внешностью, чем можно предположить. Я многое вложила в подготовку к роли. Я присматриваюсь к новой «себе» в этой роли, чтобы украсть у некоторых сердца и души.
Оригинальный текст (англ.)She's a sexy devil, a smart devil and an evil devil all the things that you expect the devil to be, just with a sweeter face than you might expect. I have a lot to prepare for in taking this role. I'm going to look into a new part of myself for this role and prepare by stealing some souls and hearts.
— Дженифер Лав Хьюитт 
Тема сделки с дьяволом в тот момент снова стала интересной зрителю. На рубеже 2000-х на экраны вышли успешные картины «Знакомьтесь, Джо Блэк», «Ослеплённый желаниями». Таким образом отличный актёрский состав и интересный литературный материал давал основание специалистам предполагать, что новинка станет одним из открытий 2001 кинематографического года.

## Производство и прокат
Съёмки начались 15 января и прошли в январе-феврале 2001 года в Нью-Йорке. Проблемы начались на этапе пост-продакшен, уже в марте, когда создателям перестали платить по счетам. В июне 2001 года компания Cutting Edge Entertainment сообщила о банкротстве. С разочарованием создатели поняли, что представители продакшен-компании выписывали чеки, которые не могли быть обналичены. «Это стало мне уроком», — отмечал впоследствии Болдуин. Актёр и режиссёр обратился в суд в округе Санта-Моника о взыскании с должников $3 500 000. Лично ему компания задолжала $850 000. Началось продолжительное расследование, связанное с подозрением в афере в банковской сфере, в которое было вовлечено ФБР. Производство было приостановлено, материалы арестованы, картина попала «на полку», в ожидании решения по расследованию. Болдуину удалось закончить в первом приближении режиссёрский монтаж. Он даже подготовил несколько вариантов. В 2004 году картина в премьерном показе попала на фестиваль World Cinema Naples Film Festival.
В 2007 году продюсерская компания Yari Film Group в лице Боба Яри выкупила права на фильм у страховой компании. Название поменяли на «Shortcut to Happiness» («Короткий путь к счастью»). Перед выпуском в прокат фильм был минимально отредактирован. Например, из городского нью-йоркского пейзажа, при помощи CGI, убрали башни Всемирного торгового центра. Яри выбрал другой вариант монтажа, не тот, который создатели рекомендовали к прокату и использовали для фестивалей. Новый продюсер попытался привлечь к финальной доработке режиссёра. Однако Болдуин, отказался от доработки, каких бы то ни было прав и попросил убрать его имя из всех материалов картины. Сначала имя режиссёра в титрах дистрибьюторы хотели указать как Алан Смити, часто используемое в Голливуде. Вышедший в 1997 году сатирический «Фильм Алана Смити: Гори, Голливуд, гори» придавал двусмысленное звучание псевдониму и хоронил прокатные перспективы. В итоге, режиссёру подобрали псевдоним Гарри Киркпатрик (Harry Kirkpatrick). Cutting Edge Entertainment к тому моменту была приобретена немецкой компанией Splendid Medien, и к моменту выхода фильма уже именовалась как Splendid Pictures.
Фильм вышел в ограниченный прокат в 2007 году (прокат в США с 13 июля, только в 6 городах). Несмотря на усилия дистрибьютора и некоторую маркетинговую компанию, он остался малозамеченным. Надежды продюсеров не оправдались из-за негативной реакции аудитории и разгромных рецензий. Только по камео-роли Джорджа Плимптона (он скончался в 2003 году) зритель, не следивший за перипетиями судьбы картины, мог догадаться, когда же на самом деле её снимали. Для проката использовали так называемый platform release. Фильм одновременно выпустили в кинопрокат, осуществили выпуск на цифровых носителях и подготовили для показа на телевидении. Для релиза на DVD/BR было использовано название «Sexy Devil», под таким же названием фильм вышел в некоторых странах (Франция, Германия).
В интервью журналу EW в 2003 году, Болдуин отметил: «Получилось совершенно не то, что мы хотели». Разочарование создателя было столь велико, что он просил зрителей не ходить на его фильм в кинотеатры.

## Критика
Практически все компоненты картины оказались под огнем критики. Первое, что привлекло внимание специалистов при оценке картины, её архаичность, словно смотришь фильм 1980-х или даже 1960-х.
Бездарная открывающая анимационная заставка, будто созданная студентами-практикантами, говорит каждым кадром «У нас кончились деньги на этапе постпродакшн»The A.V. Club, 
Фильм, литературная первооснова которого соответствовала драме, в итоге, оказался ближе к ситкому, с чрезмерным морализаторством, в духе Рождественской песни. Впечатление усугубляет неудачно подобранная музыка. Собственно драматическому замыслу картины соответствуют только последние 25 минут картины из 100.
Проблемы усугублялись неубедительным подбором актеров и прежде всего главной роли. Герой с внешностью Алека Болдуина совершенно не выглядит обывателем-ничтожеством. Болдуин по своему амплуа и темпераменту слабо соответствует роли архетипического писателя, наивно пытающегося донести до читателя личное произведение, в мире, где правят деньги и власть. Он не должен иметь проблем с поиском сексуального партнера. Дженифер Лав Хьюитт тоже плохо соответствует роли, совсем не выглядит вселенским злом, как было задумано. Единственный, кто отрабатывает свой звездный гонорар — это Энтони Хопкинс. Но его потенциал недостаточно раскрыт, полноценно он задействован только в финальной сцене.
Концовка картины скомкана. По сюжету сложно понять почему действие перенесено на заброшенную ферму. Непонятно почему к суду присяжных привлекли жюри из легендарных писателей прошлого. Собственно, сам финальный поворот с попыткой привлечь дьявола к суду, неубедителен. То, что в первоисточнике было достаточно естественным сюжетным ходом, в фильме оказалось вымученной сценой. Все проблемы в постпродакшн стадии оставили противоречивое впечатление от картины с первоклассным актерским составом, но выглядящей малобюджетной. Резюмируя, Las Vegas Weekly в своей рецензии заметил, что история вокруг «проклятого» фильма оказалась гораздо интереснее его самого.

## Послесловие и значение
В киноиндустрии бывали случаи малоубедительного режиссерского дебюта успешных актеров («Жиголо» Кейджа, «Храбрец» Деппа, «Как поймать монстра» Гослинга). Однако случай с Болдуином стал особым. Фильм, имевший все составляющие для успеха, в результате стал показательным для киноиндустрии провалом. Оценивая последствия, критики называли картину примером пост-производственного ада, фильмом из тех, что хоронят карьеру актёров и режиссёров. На исход повлиял крайне неуравновешенный характер Болдуина, печально известного своим сложными отношениями с прессой и некоторыми коллегами по цеху. Впрочем, после выхода на экраны успешного ситкома «Студия 30», как считается, Болдуин восстановил своё положение в голливудской табели о рангах.
Для карьеры Дженифер Лав Хьюитт последствия также оцениваются как негативные. Суровая реакция критики на фильмы актрисы начала 2000-х «Дьявол и Дэниел Уэбстер», «Смокинг» и «Гарфилд», в итоге, привела к тому, что её карьера продолжается в основном на телевидении.